# Eugenia Golea
Eugenia Golea (Bucarest, 10 marzo 1971) è un'ex ginnasta rumena.

## Palmarès

### Olimpiadi
- 1 medaglia:
  - 1 argento (Seul 1988 a squadre)

### Mondiali
- 3 medaglie:
  - 1 oro (Rotterdam 1987 a squadre)
  - 2 argenti (Montréal 1985 a squadre; Rotterdam 1987 nel volteggio)

### Europei
- 2 medaglie:
  - 1 argento (Mosca 1987 nella trave)
  - 1 bronzo (Mosca 1987 nel volteggio)